# Морено, Роберт
Роберт Морено Гонсалес (исп. Robert Moreno González; род. 19 сентября 1977, Оспиталет) — испанский футбольный тренер. Главный тренер российского клуба «Сочи».

## Карьера
Роберт Морено Гонсалес родился в 1977 году в каталонском городе Оспиталете. Никогда не играл в футбол профессионально. Впервые Роберт заинтересовался тренерской работой в 14 лет, когда по предложению учителя физкультуры попробовал потренировать младшие классы. Впоследствии помогал тренировать детей в футбольном клубе «Флорида», где тренировался и сам. До 2003 года тренировал детей и юношей в различных клубах.
В начале своей карьеры Роберт Морено работал видеоаналитиком. Он был одним из пионеров скаутинга и видеоанализа в Испании и с юных лет посвятил время учёбе и исследованиям в этой области. В 2006 году он устроился на работу аналитиком в команду «Кастельдефельс», позже став главным тренером юношеской команды клуба.
В 2008 году познакомился с Луисом Энрике (в то время — главным тренером «Барселоны B»). В 2010 году стал аналитиком «Барселоны B». Позже стал ассистентом Луиса Энрике, поработав с ним в «Роме», «Сельте», «Барселоне» и сборной Испании.
19 июня 2019 года после ухода Луиса Энрике с поста главного тренера по семейным обстоятельствам стал главным тренером сборной Испании (до этого в течение трёх месяцев исполнял обязанности главного тренера). Под его руководством Испания провела девять матчей, одержав в них семь побед и дважды сыграв вничью, и квалифицировалась на Евро 2020. Однако 19 ноября Морено уступил пост главного тренера вернувшемуся Луису Энрике, не пожелавшему продолжать работу с ним.
28 декабря 2019 года Морено был назначен главным тренером «Монако», подписав контракт на 2,5 года. 19 июля 2020 года был отправлен в отставку.
18 июня 2021 года Морено возглавил испанский клуб «Гранада», подписав контракт на два года. 6 марта 2022 года покинул свой пост после шести поражений в семи матчах.
15 декабря 2023 года был назначен главным тренером в российский клуб «Сочи», занимавший последнее место в чемпионате, подписав долгосрочный контракт. По итогам сезона 2023/24 «Сочи» выбыл в первую лигу. 27 мая 2024 года продлил контракт с клубом до конца сезона 2026/27.

## Тренерская статистика
| Команда         | Начало работы   | Окончание работы | Показатели | Показатели | Показатели | Показатели | Показатели | Показатели | Показатели | Показатели |
| Команда         | Начало работы   | Окончание работы | И          | В          | Н          | П          | МЗ         | МП         | РМ         | % побед    |
| --------------- | --------------- | ---------------- | ---------- | ---------- | ---------- | ---------- | ---------- | ---------- | ---------- | ---------- |
| Сборная Испании | 10 марта 2019   | 18 ноября 2019   | 10         | 8          | 2          | 0          | 31         | 5          | +26        | 080,00     |
| Монако          | 28 декабря 2019 | 19 июля 2020     | 13         | 5          | 3          | 5          | 18         | 21         | −3         | 038,46     |
| Гранада         | 18 июня 2021    | 6 марта 2022     | 29         | 6          | 10         | 13         | 35         | 44         | −9         | 020,69     |
| Сочи            | 15 декабря 2023 | н. в.            | 43         | 18         | 15         | 10         | 73         | 48         | +25        | 041,86     |
| Всего           | Всего           | Всего            | 95         | 37         | 30         | 28         | 157        | 118        | +39        | 038,95     |

## Издательская деятельность
В 2013 году вместе с женой основал издательство «Fútbol de Libro», специализирующееся на издании специальных книг, посвящённых тактике, анализе, а также о работе тренерского штаба в футбольной среде. Среди авторов книг: тренеры, аналитики, скауты и члены тренерского штаба различных испанских клубов. Написал книгу «Мой рецепт — 4-4-2», посвящённую своей любимой тактической схеме.